# Музей Анталії

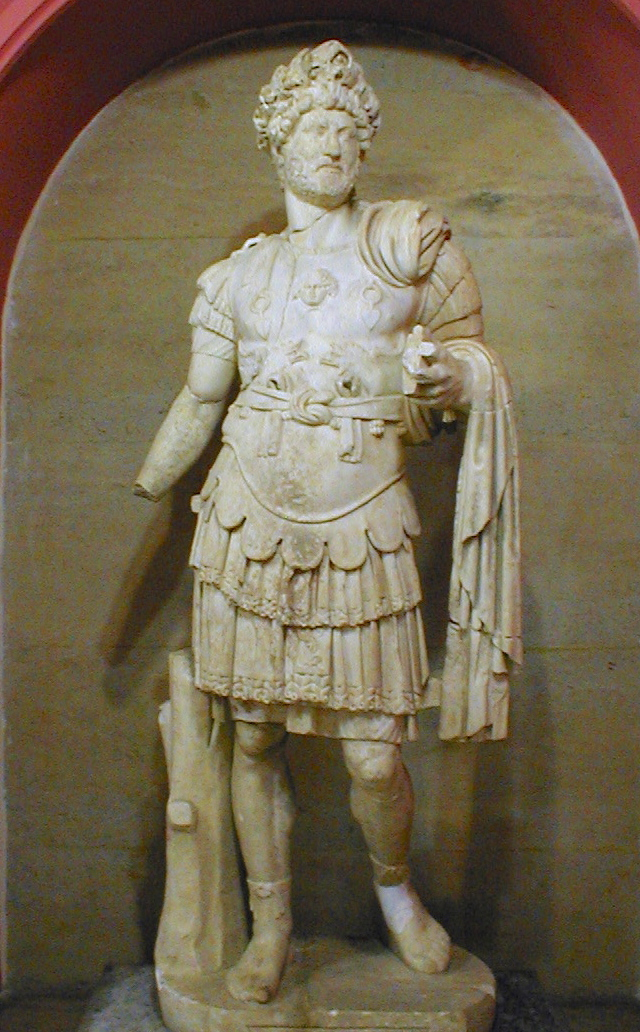
Статуя римського імператора Адріана в музеї Анталії

Музей Анта́лії або Археологічний музей Анталії (тур. Antalya Müzesi) — міський археологічний музей Анталії (Туреччина), розташований в Коньяалти. Експозиція музею організована хронологічно та тематично.
Музей має 13 виставкових залів та відкриту галерею. Займає площу 7000 м², в експозиції 5000 художніх творів. Крім того, ще 25 000—30 000 артефактів, які не виставлені, зберігаються в запасниках Музей Анталії, як один із найважливіших музеїв Туреччини, є музеєм, що демонструє приклади творів, що висвітлюють історію Середземномор'я та району Памфілії в Анатолії

## Історія
Початок організації музею поклав Сулейман Фікрі Бей, який почав збирати археологічні знахідки, виявлені в історичному центрі Анталії. Музей був відкритий в мечеті Алаеддін-Джамі в 1922 році. З 1937 року експозиція музею розміщувалася в мечеті Ійвлі-Джамі. У 1972 році він переїхав в нинішній будинок.

## Експозиція

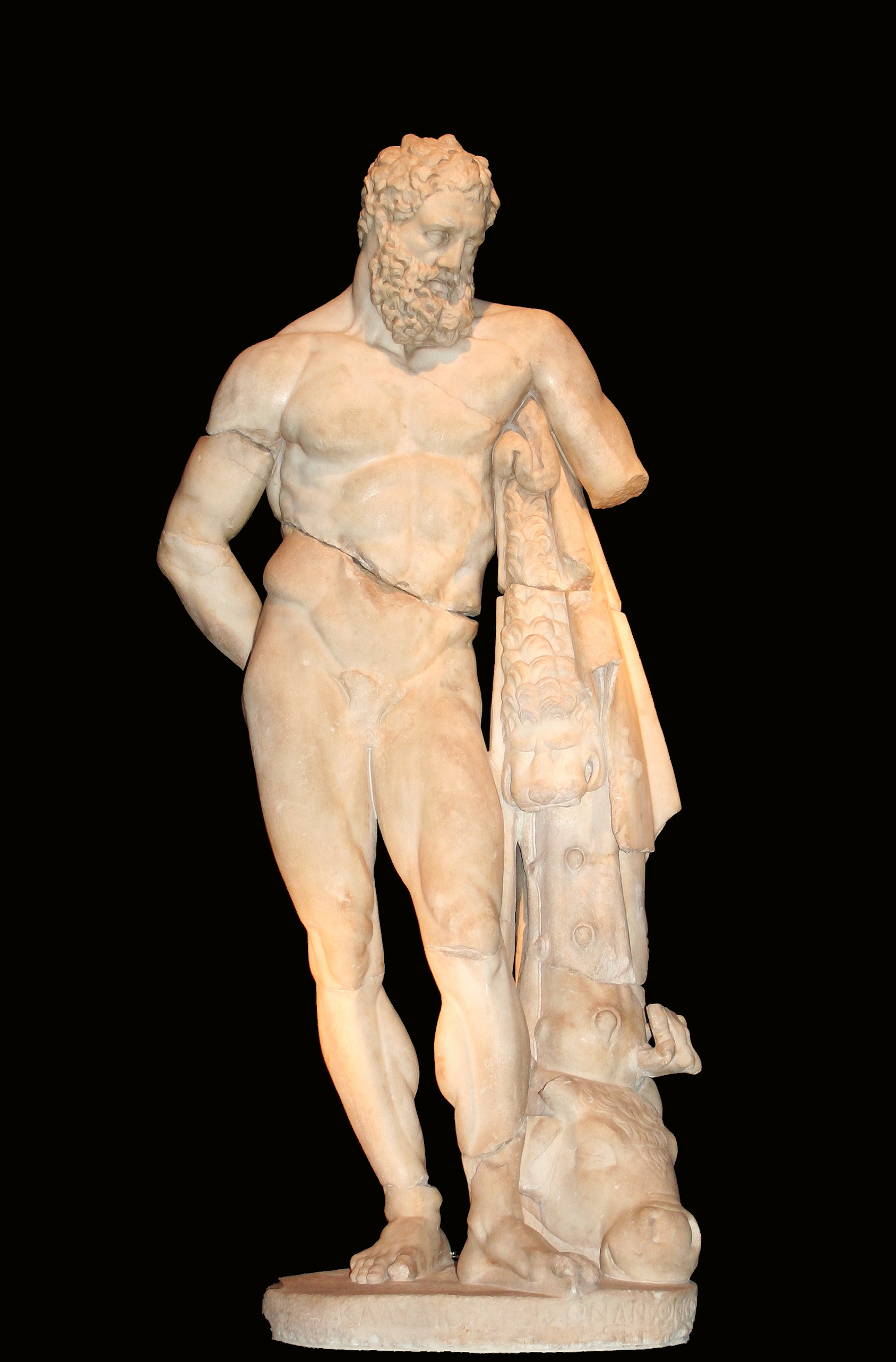
Статуя Геракла

Краєзнавчий музей Анталії налічує 13 виставкових залів, 1 відкритий виставковий майданчик, лабораторії, сховище, майстерні, фотографічний кабінет, конференц-зал, адміністративні кабінети, кафетерій та житлові приміщення для співробітників музею. Нижче описуються виставкові зали.

### Зал історії природи
Представлені мешканці Землі від одноклітинних організмів до людини, схеми і картини, викопні рештки і кістки.

### Доісторичний зал
У доісторичному залі виставлені предмети, знайдені в Караїні, Окузіні та Семахойюке. Караїн — печера, де збереглися сліди проживання людей та культур що змінювали одна одну. Експонати варіюються від епохи палеоліту до давньоримського періоду. Серед них скам'янілі залишки тварин і предмети кухонного інструменту.

### Протоісторичний зал
Тут експонуються предмети епохи неоліту, енеоліту та ранньої бронзової доби, знайдені в Хачилар. Велика частина предметів була виявлена під час розкопок в Семахоюк та його околицях.

### Зал періоду античності
В цьому залі представлені артефакти, пов'язані з періодами від мікенського до елліністичного: глиняні фігурки, судини для вина, посуд. В одній з вітрин елліністичної епохи можна побачити важливу статуетку Аполлона. Крім цього, в музеї виставлені скульптурні твори давньоримського періоду,що складають найбільший розділ експозиції. В експозиції представлені: арибал, лекіф, алабастрон та ойнохоя

### Зал богів
У залі богів або скульптурному залі експонуються статуї героїв міфів, що датуються II-III століттями нашої ери, давньоримського періоду. Вони були знайдені при розкопках у перги. Список статуй включає в себе такі міфологічні фігури: Мінерва,  Зевс, Артеміда, Гарпократ, Афродіта, Асклепій, Тіхе, Мелеагр, Геката, Гермес та Марсія

### Зали дрібних знахідок I і II
У залах дрібних знахідок виставлені лампи і скляні предмети давньоримського і візантійського періодів, інкрустований золотом срібна таця, виявлена шукачами скарбів у Кумлуджі, курильниці для пахощів і лампи (VI століття по Р. Х.). У передній частині залу експонуються фігурки з могили, виявленої навпроти Ліміра.

### Зал імператорів
В цьому залі експонуються статуї, що зображують імператорів, імператриць та інших діячів давньоримської епохи. Вони були знайдені на розкопках у Перги. У центрі залу знаходиться велика статуя Планції Магни, жінки, яка багато зробила для процвітання Перги в золоту добу цього міста. Також там можна побачити статуї імператора Адріана, імператора Септимія Севера та його дружини, Александра Македонського, Каракалли, Траяна та Луція Вера.

### Зал саркофагів
У залі виставлені саркофаги епохи Стародавнього Риму з Памфілії і Сідемари. Найкрасивішим з них є саркофаг Домітьєн (Domitias) і саркофаг із зображенням дванадцяти подвигів Геракла.

### Мозаїчний зал
У мозаїчному залі представлені мозаїки візантійської епохи, знайдені при розкопках в Ксантоса, а також ікони з околиць Анталії.

### Зал монет
У залі експонуються зразки монет із золота, електрума, срібла та міді від епохи еллінізму до османського періоду. Найбільший інтерес з них представляють міські та імперські монети.

### Зал Церковних артефактів

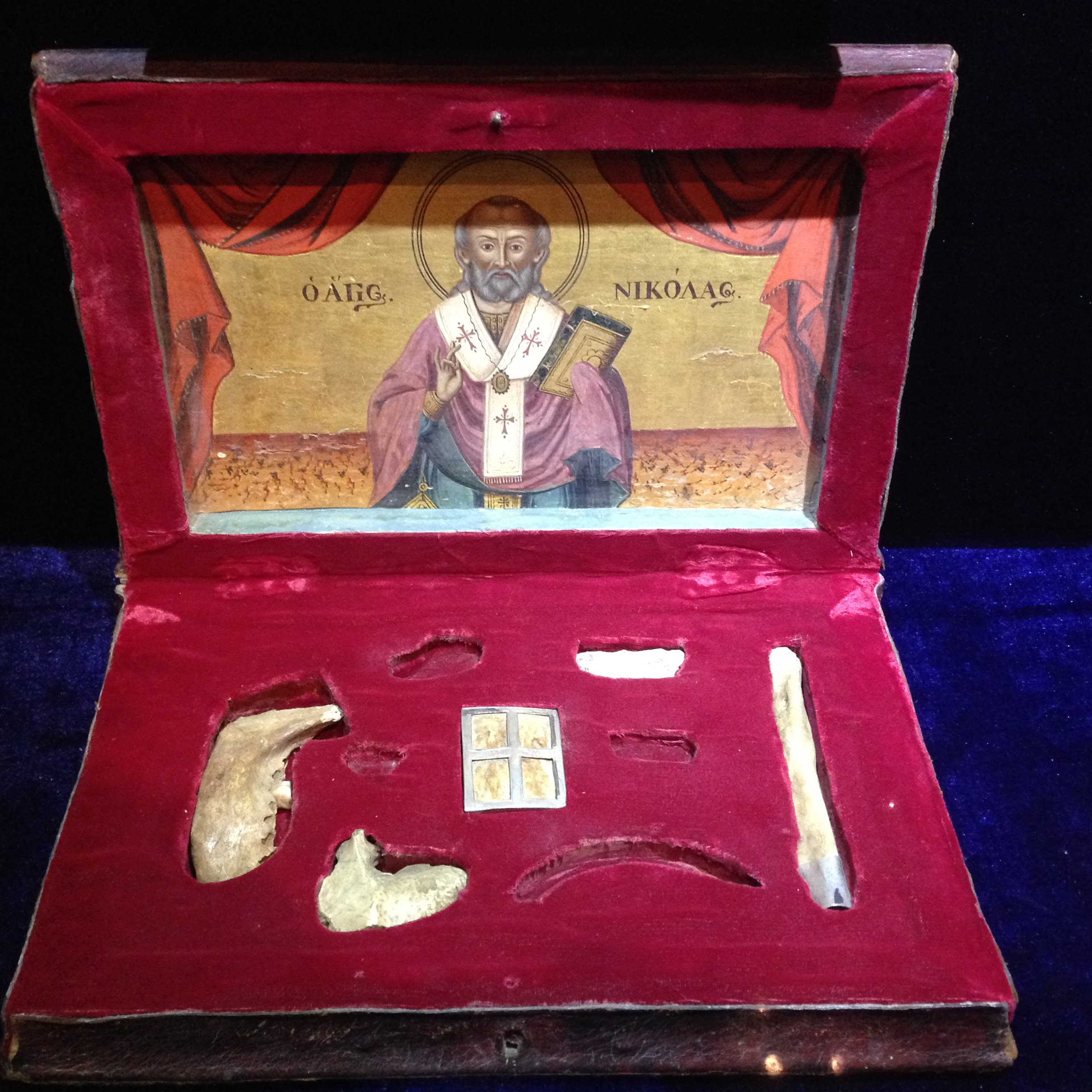
Мощі Святого Миколая, Анталія

Дерев'яні церковні ікони, що зображують життя Ісуса Христа , виставлені останнім часом. Крім того, артефакти із зображенням Святого Миколая та його святих мощей зберігаються у труні.

### Етнографічний зал
У чотирьох розділах другого залу представлені килими, предмети побуту кочівників-тюрок, предмети інтер'єру та зброя. Частина залу відведена під показ інтер'єрів вітальні, спальні і лазні звичайного анатолійського будинку.

### Зал турецько-ісламського періоду

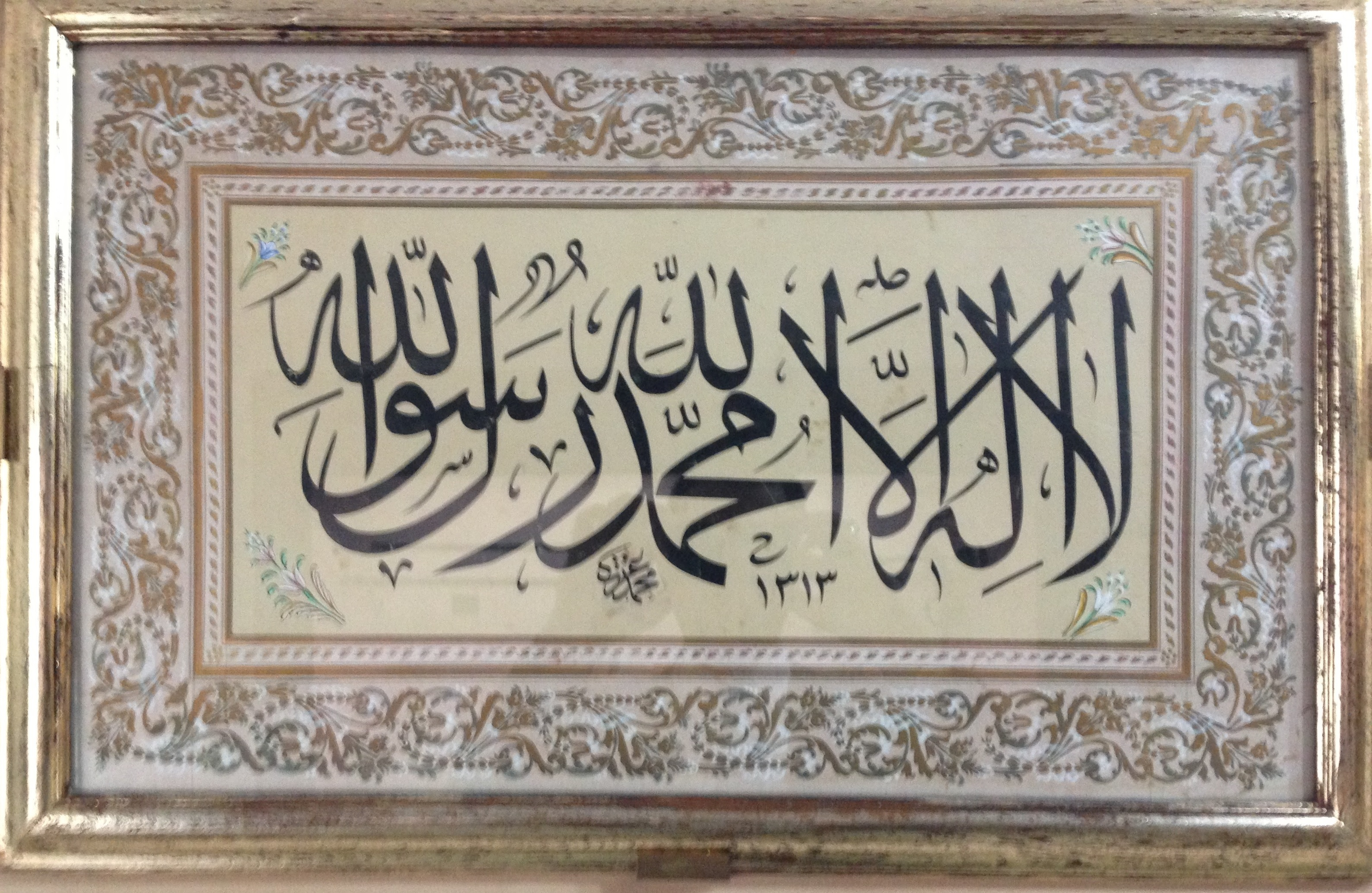
Шагада виконана каліграфією Сулюс

У цьому залі представлені приклади селюджуцькі та османські кахлі, вироби з порцеляни, предмети релігійного культу, ордена, печатки, амулети, годинник, цінності, ключі, замки, одяг, атрибути дервішів тощо.